# Піщана (Звенигородський район)
Піща́на — село в Україні, у Тальнівській міській громаді, Звенигородського району Черкаської області. У селі мешкає 326 людей.

## Історія
- Село постраждало внаслідок геноциду українського народу, проведеного окупаційним урядом СССР 1932—1933 та 1946–1947 роках.

## Уродженці
- Горовенко Григорій Гаврилович (1914—1986) — український хірург, заслужений діяч науки УРСР (з 1969).